# Zoophthorus palpator
Zoophthorus palpator là một loài tò vò trong họ Ichneumonidae.